# Емерсон Карвалью да Сілва
Емерсон Карвалью да Сілва (порт. Émerson Carvalho da Silva, нар. 5 січня 1975, Бауру) — бразильський футболіст, що грав на позиції захисника.
Виступав, зокрема, за клуб «Сан-Паулу», а також національну збірну Бразилії.

## Клубна кар'єра
Розпочав свою кар'єру 1993 року в клубі «15 листопада», в складі якого виступав протягом двох років, але не зіграв жодного офіційного поєдинку. Потім підписав контракт з клубом «Португеза Деспортос, у молодіжній команді якої виступав до 1996 року.
8 серпня 1995 року дебютував у складі клубу «Португеза Деспортос» у програному (1:2) матчі бразильського чемпіонату проти «Сан-Паулу». У «Португезі» провів чотири сезони, взявши участь у 77 матчах чемпіонату та відзначився 7-ма голами. 
Своєю грою за цю команду привернув увагу представників тренерського штабу клубу «Сан-Паулу», до складу якого приєднався 2001 року. Відіграв за команду із Сан-Паулу наступний сезон своєї ігрової кар'єри, в якому виходив на поле в 20-ти матчах національного чемпіонату. Більшість часу, проведеного у складі «Сан-Паулу», був основним гравцем захисту команди.
У 2002 році перейшов до клубу «Віторія» (Салвадор), у складі якого став переможцем чемпіонату штату Баїя — Ліги Баїяно. Після 9 років виступів у Бразилії Емерсон переїздить до Японії, до клубу  «Сімідзу С-Палс», у складі якого протягом року зіграв 15 матчів та відзначився 1 голом. Навесні 2004 року перейшов до португальського клубу  «Белененсеш» (Лісабон), у складі якого зіграв 8 матчів та відзначився 1 голом. У 2005 році повернувся до Бразилії та підписав 1-річний контракт з клубом «Парана». Протягом цього року зіграв 13 матчів та відзначився 1 голом. У тому ж 2005 році Емерсон підписав контракт з «Ботафогу» (17 матчів, 2 голи). У 2006 році повернувся до «Парани», в складі якої зіграв 24 матчі та відзначився 4-ма голами. Разом з «Параною» став переможцем чемпіонату однойменного штату — Ліги Паранаенсе. У складі «Парани» 28 жовтня 2006 року у програному (0:4) матчі проти «Атлетіко Паранаенсі» зіграв свій останній матч у вищому дивізіоні бразильського чемпіонату. Загалом у період з 1996 по 2006 роки у вищому дивізіоні чемпіонату Бразилії зіграв 162 матчі та відзначився 14-ма голами.
У 2007 році перейшов до клубу «Понте-Прета» з другого дивізіону бразильського чемпіонату, у складі якого зіграв 17 матчів. По завершенні сезону 2007 року завершив кар'єру футболіста.

## Виступи за збірну
23 березня 2000 року дебютував у складі національної збірної Бразилії у переможному (3:0) товариському матчі проти збірної Уельсу. Протягом кар'єри у національній команді, яка тривала усього 1 рік, провів у формі головної команди країни 3 матчі. 3 вересня 2000 року у переможному (5:0) матчі кваліфікації до Чемпіонату світу 2002 року проти збірної Болівії востаннє одягав футболку національної збірної Бразилії.

## Клубна статистика
| Клубні виступи | Клубні виступи | Клубні виступи | Ліга  | Ліга | Кубок            | Кубок            | Кубок ліги      | Кубок ліги      | Загалом | Загалом |
| Сезон          | Клуб           | Ліга           | Матчі | Голи | Матчі            | Голи             | Матчі           | Голи            | Матчі   | Голи    |
| Японія         | Японія         | Японія         | Ліга  | Ліга | Кубок Імператора | Кубок Імператора | Кубок Джей-ліги | Кубок Джей-ліги | Загалом | Загалом |
| -------------- | -------------- | -------------- | ----- | ---- | ---------------- | ---------------- | --------------- | --------------- | ------- | ------- |
| 2003           | Сімідзу С-Палс | Джей-ліга      | 15    | 1    | 0                | 0                | 2               | 1               | 17      | 2       |
| Країна         | Японія         | Японія         | 15    | 1    | 0                | 0                | 2               | 1               | 17      | 2       |
| Загалом        | Загалом        | Загалом        | 15    | 1    | 0                | 0                | 2               | 1               | 17      | 2       |

## Статистика виступів у збірній
| Матчі і голи в збірній | Матчі і голи в збірній | Матчі і голи в збірній | Матчі і голи в збірній | Матчі і голи в збірній | Матчі і голи в збірній | Матчі і голи в збірній |
| #                      | Дата                   | Місце                  | Суперник               | Гол                    | Рахунок                | Змагання               |
| ---------------------- | ---------------------- | ---------------------- | ---------------------- | ---------------------- | ---------------------- | ---------------------- |
| 1.                     | 23.05.2000             | Кардіфф                | Уельс                  |                        | 3:0                    | товариський            |
| 2.                     | 27.05.2000             | Лондон                 | Англія                 |                        | 1:1                    | товариський            |
| 3.                     | 03.09.2000             | Ріо-де-Жанейро         | Болівія                |                        | 5:0                    | кв. ЧС 2002            |

## Досягнення
- Ліга Баїяно
  - Чемпіон: 2002

- Ліга Паранаенсе
  - Чемпіон: 2006